# Lepidolopha fedtschenkoana
Lepidolopha fedtschenkoana là một loài thực vật có hoa trong họ Cúc. Loài này được Knorring mô tả khoa học đầu tiên năm 1959.